# 当泽
当泽（法語：Danzé，法語發音：[dɑ̃ze]）是法国中央-盧瓦爾河谷大區卢瓦-谢尔省的一个市镇，属于旺多姆区。

## 地理
当泽（47°53'35"N, 1°1'40"E）面积42.26 平方千米，位于法国中央-卢瓦尔河谷大区卢瓦-谢尔省，该省份为法国中北部省份，北起厄尔-卢瓦省，东北接卢瓦雷省，东南接谢尔省，南至安德尔省，西南接安德尔-卢瓦尔省，西北接萨尔特省。
与当泽接壤的市镇（或旧市镇、城区）包括：阿泽、博谢讷、埃皮赛、拉阿尔、罗米伊、勒唐普勒、克莱尔城。

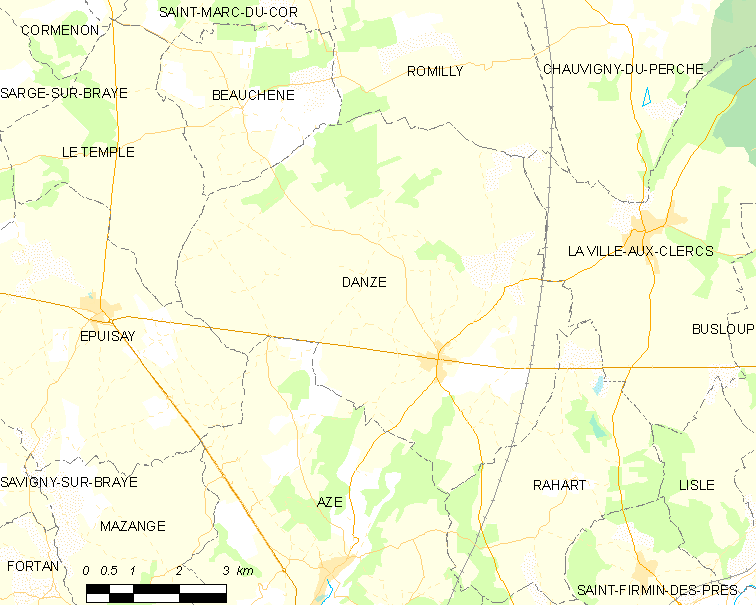
当泽的OSM定位图

当泽的时区为UTC+01:00、UTC+02:00（夏令时）。

## 行政
当泽的邮政编码为41160，INSEE市镇编码为41073。

## 政治
当泽所属的省级选区为佩尔什县。

## 人口

1962-2008年间当泽人口变化图示

当泽于2022年1月1日时的人口数量为671人。